# Instructor Dive Development
Instructor Dive Development, oftewel IDD, is een wereldwijde duiktrainingsorganisatie die is opgericht in 1992. 

## Organisatie
IDD is vertegenwoordigd in 13 landen ter wereld. Het hoofdkantoor van IDD is gevestigd in Haarlem (Nederland). 
IDD werd destijds opgericht vanwege ontevredenheid van enkele duikinstructeurs over de wijze waarop andere duiktrainingsorganisaties persluchtopleidingen verzorgden. IDD stond een opleidingssysteem voor ogen, dat overal in de wereld effectief benut kon worden. Zowel in tropische wateren als in koude wateren van Europa.

## Lessysteem
IDD hanteert een modulair lessysteem. Dit betekent dat de cursist de opleiding stap voor stap en in zijn of haar eigen tijd en snelheid kan volgen. 
IDD was de eerste duiktrainingsorganisatie ter wereld die het ISO-9001 certificaat heeft ontvangen. Verder voldoen de opleidingen van IDD aan de Europese normen voor duikopleidingen.
Het duikopleidingssysteem van IDD bestaat naast normale perslucht opleidingen ook uit opleidingen voor technisch duiken, zoals nitroxduiken, rebreatherduiken en grotduiken. IDD heeft daarnaast duikopleidingen voor gehandicapten.

## IDD is aangesloten bij
- The European Committee of Professional Diving Instructors (CEDIP)
- Diving Equipment and Marketing Association (DEMA)
- Duikvak